# Бізнес-центр «Північний»
Бізнес-центр «Північний» або «Северный» — 25-поверховий хмарочос у Донецьку. Найбільший бізнес-центр, та другий по висоті хмарочос міста.

## Історія будівництва
До будівництва на цьому місці розміщувався колишній Північний автовокзал Донецька.
12 травня 2009 року в фундамент бізнес-центру, що будувався, мер Донецька Олександр Лук'янченко заклав «капсулу часу» з посланням нащадкам.
В ході будівництва проєкт змінився, будинок «виріс» на один поверх, та конусоподібний шпиль був замінений на куполоподібний. 